# Сескло (Магнисия)
Се́скло (греч. Σέσκλο, арум. Σέσου или Σέσι) — деревня в Греции, в 8 км западнее города Волос.  Административно относится к общине Волос в периферийной единице Магнисия в периферии Фессалия. Население 862 человека по переписи 2011 года.

## История
Близ села, на предгорном холме Кастраки («Καστράκι») найдены остатки многослойного древнего поселения (от докерамического неолита до эпохи средней бронзы) в виде невысокого холма (телль, так называемая магула, μαγούλα). Открыто Христосом Цундасом в конце XIX века. Поселение является одним из старейших обнаруженных в Европе и впервые заселено в середине 7-го тысячелетия до н. э. Раскопки греческих археологов Христоса Цундаса (в 1901—1902 гг.) и Димитриса Теохариса (с 1956 года) выявили поселение, которое в 5-м тысячелетии до н. э. приобрело небывалую площадь с небольшими домами и узкими улочками, часто образующими площади. Жители развили замечательную культуру, характеризующуюся расписной керамикой (красные геометрические узоры на белом фоне, реже — белые на красном), улучшенной техникой обжига глиняных предметов и широким использованием каменных или обсидиановых инструментов. Культурный слой от 3 до 6 м. Культура развитого неолита (конец 6 — 1-я половина 5-го тысячелетия до н. э.), распространённая главным образом в Фессалии, частично в Западной Македонии, по месту первой неолитической находки в Фессалии получила название культуры Сескло.
Деревня первоначально называлась Сескулон (Σέσκουλον). 16 октября 1940 года деревня переименована в Сесклон (Σέσκλον). В 2002 году (ΦΕΚ 217Α) переименована в Сескло (Σέσκλο).

## Сообщество Сескло
Сообщество Сескулон (Κοινότητα Σεσκούλου) создано в 1912 году (ΦΕΚ 262Α). В 1940 году переименовано в Сесклон (Κοινότητα Σέσκλου). В сообщество Сескло входит Хриси-Акти-Панайиас. Население 970 жителей по переписи 2011 года. Площадь 37,314 км².
| Населённый пункт    | Население (2011), человек |
| ------------------- | ------------------------- |
| Сескло              | 862                       |
| Хриси-Акти-Панайиас | 108                       |

## Население
| Год  | Население, человек |
| ---- | ------------------ |
| 1991 | 876                |
| 2001 | 843                |
| 2011 | ↗ 862              |